# おしえて Re:メイド
『おしえて Re:メイド』は、2006年7月28日にユニゾンシフト・アクセントより発売された18禁ダメッコメイドさん再教育アドベンチャーである。2007年11月22日には、同封されていた冊子「メイドのたしなみBook」をPDFファイルに変更した廉価版Memorial Editionが発売された。また、OVAは2007年10月25日に『おしえて Re:メイド（れっすん1）』、2008年2月25日には『おしえて Re:メイド（れっすん2）』がそれぞれ発売された。

## 歴史
- 2006年7月28日 - Windows(PC)特別版発売（18禁）
- 2007年10月25日 - OVA『おしえて Re:メイド（れっすん1）』発売（18禁）
- 2007年11月22日 - Windows(PC)Memorial Edition発売（18禁）
- 2008年2月25日 - OVA『おしえて Re:メイド（れっすん2）』発売（18禁）

## ストーリー
主人公、新津秋人は再生請負人を生業としている。今回の仕事は、前の仕事の後始末中に知り合った眼帯のメイド長彩辺紫からの一本の電話で始まった。「貴方にメイドを預けます。」。その一言で秋人は、長く緩やかな道の先にある学園へと向かった。向かう先は、私立小椎尾メイド学園。街の人々には「メイドの学び舎」、「プリエポック」などと呼ばれ、親しまれている場所。そして、立派なメイドになることを夢見る少女たちが集う園である。学園に着くと、そのまま進級試験の審査員席に座らされて、再生対象のメイドたちを観察することになった。「こいつらの面倒を俺が？」。再生を請け負うのは「フレジィ」と呼ばれる4人のおちこぼれたメイドたち。それぞれ、「不運極致のお嬢様」、「視野狭窄の姉御」、「興味皆無の護り手」、「絶対前向きのドジっ娘」と揃いも揃った問題児である。1年後の卒業試験までに、彼女たちを一人前のメイドに教育し直して全員無事に卒業させることが、今回の仕事である。こうして秋人と彼女たちフレジィの騒がしい一年が始まるのであった。

## 登場人物

### 主人公
新津 秋人（にいつ あきと）
声：滝沢アツヤ（OVAのみ）
再生請負人。誕生日・血液型等は不明。
幼い頃、妹の秋紗と共に再生請負人だった養父に拾われ、養父の後を継いで再生請負人となる。
本人の話では、拾われた時に素性に関しては何も覚えていなかったため、誕生日は、秋紗の分も合わせて養父が便宜上付けたとの事。
愛車は、養父の形見でもある年代物のミニ。

### ヒロイン
フィリネ・レイヤード
声：中瀬ひな
「不運極致のお嬢様」と評されている。誕生日 2月29日、血液型 A型、身長 158cm、3サイズ B：88 W：57 H：89。
世界4位の富豪の一人娘であり、正真正銘のお嬢様。しかし、不運に恵まれる事が多い故に、「自分は、今の両親の元に生まれた事で、幸運の全てを使い果たした。」と思っている。
また、「私のシャックリが不幸を生み出す。」と本人は言っているが、実際はアクシデントの予兆的にシャックリが発生しており、全てが不幸に繋がっているわけではない。
ライラ・フェンディ
声：藤森ゆき奈
「視野狭窄の姉御」と評されている。誕生日 1月7日、血液型 O型、身長 168cm、3サイズ B：85 W：62 H：83。
ヒロインの中では最年長。本当は甘えたがりなのだが、両親の居ない8人兄弟の最年長者故に、寂しいときに寂しいとは言えない素直じゃない性格。一種のツンデレ。炊事や掃除などは普通に出来るが気が強く乱暴な所の方が目立つ。
家が貧乏なので、どこかの富豪の屋敷に仕えて家計を助けようと考えている。4人の中では一番常識人。
下町育ちで兄弟がたくさんいるため、しっかりしていて面倒見が良いが口よりも手が先に出るタイプ。
中立売 白羽（なかだちうり しらは）
声：水鏡
「興味皆無の護り手」と評されている。誕生日 11月11日、血液型 B型、身長 144cm、3サイズ B：71 W：52 H：74。
無口で落ち着いた雰囲気と思われているが、単に会話などを必要最小限で済ませようとして表情を余り出さない合理主義者である。その上で、プライドは高く完璧主義。
とある富豪に雇われる事が決まっているのだが、雇い主の要望でメイドとして仕える事になったため、学園に入学した。
虫が苦手というより、虫に対して過度の恐怖心を抱いており、虫と認識するとそれがカタツムリ（デンデンムシ）であっても、接触されただけでパニック状態に陥り、エアガンを乱射しながらナイフを振り回しだす。
彩辺 朱里（あやべ あかり）
声：草柳順子
「絶対前向きのドジっ娘」と評されている。誕生日 8月26日、血液型 A型、身長 138cm、3サイズ B：68 W：50 H：67。
ヒロインの中では最年少。紫の実の妹で、歩くトラブルと称される程にドジばかりだが、いつも前向きで周りを和ませるやわらかさを持っている。甘えん坊で、信じた人には無条件で尻尾を振る犬型のドジっ娘。
姉の紫を人としても、メイドとしても尊敬しており、姉のような立派な人間になるべく、日々努力しているのだが、頑張っても空回りに終わる事が多い為、すぐにいじけてしまう。
ドジではあるが、運動神経はかなり良い、何かに注力すると周りのことが見えなくなるが故に注意力散漫になって失敗している事が多い。

### サブキャラ
彩辺 紫（あやべ ゆかり）
声：鳩野比奈
「完全無欠の滅私奉公人」と評されている。誕生日 12月21日、血液型 A型、身長 172cm、3サイズ B：94 W：64 H：89。
今回の仕事の実質的な依頼人。朱里の実の姉で、学園の理事長補佐であり、実権を握る学園の実質No2でもある眼帯のメイド長。目的の為には手段を選ばず公の為には私を犠牲にする事も厭わない性格。
学園内での公称はウィストル。しかし、生徒間ではギリーの蔑称も存在する。この学園の第一期卒業生でもある。
学園七不思議の一つとして、能面と評されるほど、表情を表に出さないのだが、朱里の前では表情を溢してしまう事もしばしば。
ユニス
声：神村ひな
「厚顔無恥のトリックスター」と評されている。誕生日 2月14日、血液型 AB 型、身長 139cm、3サイズ B：63 W：46 H：65。
フィリネの側に居たくて、わざと落ちこぼれの振りをしていた生徒。メイド界の名門一族の末娘として生まれ、類まれな才能を持ち合わせていながら、不幸のお嬢様フィリネに惚れ込んでしまい道を踏み外している。（紫からは、実力は主席級と評価されている。）裏表の使い分けが激しい性格。
意外と常識人だが、精神的に子どもなので刹那的な衝動で行動する。
マコ＆ミコ
声：成瀬未亜
「無邪気な邪悪たち」と評されている。誕生日 6月21日、血液型 AB型、身長 145cm、3サイズ B：74 W：54 H：76。
ユニスの取り巻きの双子。一見、出来なさそうな容姿だが、実は器用で能力は高い。快楽主義で自分達が楽しければ、それでよいと言う性格。
西園寺 小次郎太（さいおんじ こじろうた）
声：間寺司
「唯我独尊の奇才」と評されている。
学園の技術の講師。プリンセス-Kの名前で、ファッション業界での地位も名誉も手に入れた程の実力者だが、見た目は筋肉質のオカマとしか表現できない。
何もかも虚しくなって世捨て人になりクリーニング店で働いていたところを、学園長に発掘され（フリーマーケットで、彼の店の服をモチが寝床にしようとした事から発覚。）、学園の講師に誘われた。
学園内での公称は、ベルティ（ベルベット＝ベルティ）。

### 声のみキャラ
新津 秋紗（にいつ あきさ）
声：神村ひな
主人公の妹で唯一の肉親。主人公にとって無視したいヤツNo1であり、無視すると厄介なヤツNo1でもある。
秋人の生活状況を気にして色々と言ってはくるのだが、家事など秋人の身の回りの世話をする気はない。
小椎尾新（こじおあらた）声：成瀬未亜
今回の仕事の依頼主。小椎尾メイド学園の創始者で学園長。極度の恥ずかしがり屋で、生徒はおろか学園の講師ともモチに仕込んだ通話装置を通してしか会話できない。
鉄人軒のオヤジ（てつじんけんのオヤジ）
声：間寺司
主人公の自宅付近にある中華料理店の店主。
完全な頑固オヤジで、通常の客はラーメンしか注文を受け付けない上に、麺が延びたラーメンは客から取り上げて捨ててしまい、客に店からの退場を宣告する。
また、店主の気に障った客は、当面出入り禁止にされる。しかし、店主の気に入った客は餃子を注文する事ができる。

### 生物キャラ
モチ
声：水鏡
謎の生物で、学園のマスコット兼学園長のコミュニケーション端末。
愛称は、モっちゃん。名前が示すように、引っ張ると餅のように伸びる体質。「可愛くないですか？この表情にたたずまい、最高だと思うのですが。」と学園長が評している。
学園長のコミュニケーション用カメラと通話装置が仕込まれている。また、出来の良い服を本能で察知しその服を寝床にする習性がある。
知能は高いようで、話す事は出来ないが日本語は理解している様子。

## 用語
再生請負人
業績が悪化した企業や、能力が落ちてしまった個人などと案件毎に契約し、状況改善の手助けをする人物。
基本的には、問題点の究明とその対策の計画・実行が業務であるが、再生請負人に依頼するような状況であるため、その殆どが当事者だけでは穏便に解決できない事態になっており、事実上の汚れ仕事を請け負う事になる。そのため、後始末的なトラブルを背負い込む事が多い。
契約は、基本的に成功報酬となるため失敗した場合、只働きとなるリスクを背負う。（ただし、人員整理が必要になる等の成否に関わらずトラブルを背負い込む可能性が高い依頼では、契約金が盛り込まれる場合もある。）
小椎尾メイド学園
通称、プリエポック。十年前に、小椎尾新（現学園長）によって設立された全寮制のメイド学園。ここ数年で急成長したメイド市場において、育成機関最大手と言われる名門学園で在校生徒数は約380名を数える。
就学期間は2年。上級生は「ブラム」、下級生は「スプラウト（通称：スプラ）」と呼ばれているが、スプラウトからブラムへの進級試験に、追試を含めて4回落ちたものは「フレッジリング（通称：フレジィ）」と呼ばれる事になる。
ブラムとスプラウトには、学校指定の制服が存在しており、全ての生徒が実習課題として製作する。

## スタッフ
- 原画：織澤あきふみ
- シナリオ：博恵夏樹、七央結日、葉月博規(悪想麺)、Oじろー、穂波衛一、緋川佳、剣祐名、竹本みかん
- 音楽：Angel Note

### 主題歌
- オープニングテーマ「MISS YOU」
  - 作曲：不知火つばさ（Angel Note）／歌・作詞：みるく・くるみ（Angel Note）
- エンディングテーマ「Moving Love」
  - 歌・作詞・作曲：kala（Angel Note）
- SPエンディングテーマ「おしえてご主人様」
  - 作曲：wataru（月兎）／歌・作詞：中瀬ひな（月兎）